# 法政大学出版局
一般財団法人法政大学出版局（ほうせいだいがくしゅっぱんきょく、英語名：Hosei University Press）は、法政大学の出版部にあたる法人。1948年（昭和23年）12月設立。

## 概要
法政大学の活動に対応した書籍の出版を行うとともに、専門研究書・教科書・一般教養書の3部門、オリジナルと海外文献の翻訳・紹介の両面、この調和と連携に留意しながら、人文・社会科学を中心に総合的な学術出版を目指している。
また、理事を学部や研究所から迎えるなど学校法人法政大学本体との関係は深いが、組織・財政は独立したものとなっている。

## 沿革
1948年（昭和23年）12月に、法政大学創立70周年記念事業の一環として法友会出版局を設立。初代理事長に野上豊一郎、初代局長に相島敏夫、処女出版はジョン・ハーシーの『ヒロシマ』。
1963年（昭和38年）1月に法政大学出版局と改称した。1969年（昭和44年）から港区の麻布校舎に移転したが、同校舎の売却にともない1984年（昭和59年）に再び市ケ谷キャンパス内へ戻った。

## 主な刊行書
研究書のシリーズとして「叢書・歴史学研究」、翻訳書として「叢書・ウニベルシタス」、暮らしの具体相を通じて歴史をとらえ直す「ものと人間の文化史」、「ピエール・ベール著作集」などが名高い。

## 所在地
- 法人登記住所 - 東京都千代田区富士見2丁目17番1号　法政大学構内
- 販売業者としての住所 - 東京都千代田区九段北3丁目2番7号　法政大学九段校舎内